# حسن بینه
حسن بینه (به لاتین: Həsənbinə) یک منطقه مسکونی در جمهوری آذربایجان است که در شهرستان زاقاتالا واقع شده است.